# Лепс, Григорий Викторович
Григо́рий Ви́кторович Лепс (настоящая фамилия Лепсвери́дзе (груз. გრიგორი ლეფსვერიძე); род. 16 июля 1962, Сочи, Краснодарский край) — советский и российский эстрадный певец (артист-вокалист), музыкант, композитор, музыкальный продюсер, бизнесмен, ресторатор; народный артист Российской Федерации (2022), заслуженный артист Республики Ингушетия (2004), народный артист Карачаево-Черкесской Республики (2015). Член Международного союза деятелей эстрадного искусства (творческого союза) города Москвы. С 13 декабря 2024 года — член партии ЛДПР.
Лауреат фестиваля «Песня года» и премии «Золотой граммофон». Руководитель «Продюсерского центра Григория Лепса».
Из-за публичной поддержки вторжения России на Украину находится под международными санкциями Евросоюза. В 2013—2023 годах находился в санкционных списках США из-за связей с русской мафией.

## Биография

### Ранние годы (1962—1992)
Родился 16 июля 1962 года в городе Сочи. Отец — Виктор Антонович (1930—1986), работал обвальщиком на Сочинском мясокомбинате, погиб в ДТП. Мать — Натэлла Семёновна (род. 16 марта 1936), трудилась на хлебозаводе. Родная сестра — Этери Алавидзе.
Учился в сочинской средней школе № 7. По собственному признанию, учился плохо, учителя даже называли его «двоечником проклятым». С детства серьёзно занимался футболом и музыкой, играл в школьном ансамбле. В 14 лет поступил в музыкальное училище, окончив его по классу ударных инструментов.
После военной службы по призыву в рядах Советской армии в Хабаровске работал на режимном объекте — заводе, выпускавшем военные автомобили. Работал также на танцевальной площадке в сочинском парке «Ривьера», пел в ресторанах Сочи, играл в рок-группах. В конце 1980-х годов был солистом группы «Индекс-398».
В начале 1990-х годов Григорий Лепс исполнял романсы в ресторане «1.3.7» в сочинской гостинице «Жемчужина». Хорошо зарабатывал и все гонорары тратил на казино, игровые автоматы, выпивку и женщин. Из его воспоминаний: «В день, бывало, и до 150 рублей доходило. Бывало и намного больше, какие-то нереальные баснословные бабки». В 1991 году был выпущен первый альбом «Гриша Сочинский».

### Начало карьеры (1992—1999)
В 1992 году Лепс переехал в Москву:
…я поехал не за славой как таковой. Просто уже понимал, что если останусь петь в ресторанах Сочи, то выдохнусь как артист. Ночи работал напролёт. А усталость снималась алкоголем…
К тому же многие известные музыканты, такие как Александр Кальянов, Олег Газманов, Михаил Шуфутинский, Александр Розенбаум, ужиная в ресторане, где пел Лепс, советовали ему ехать в столицу.
По его воспоминаниям, столица встретила его недружелюбно:
Я был мало кому интересен. Много пил. Начал употреблять наркотики. Выглядел соответственно плохо. Мой вес за 100 кг. А люди, обещавшие помочь когда-то – естественно пропали. Трудно было со мной таким.
Хотя, по его словам, не бедствовал, «на рестораны хватало». Существенную финансовую поддержку Лепсу в период его адаптации и начала карьеры в Москве оказал, согласно его воспоминаниям, Иосиф Кобзон.
В 1994 году началась запись его второго альбома «Храни Вас Бог», который был выпущен в 1995 году — и песня из этого альбома «Натали» на музыку первого и единственного продюсера Лепса Евгения Кобылянского быстро приобрела популярность. На радиостанциях её регулярно заказывали слушатели. Певец сразу же приступил к съёмкам двух видеоклипов («Натали», «Храни Вас Бог»), но из-за напряжённого ритма репетиций и концертов подорвал здоровье.
Тогда после многолетнего тупого пьянства организм просто не выдержал — панкреонекроз,  Скрутило в момент так, что думал — всё, конец. По «Скорой» забрали в больницу — и сразу на операционный стол. У докторов были серьёзные сомнения, выживу ли. Помню, лежал и тупо глядел в больничный потолок. В голове — ни одной мысли. Страшно было, только когда умерших соседей из палаты выносили.

Когда артист выписывался из больницы, врачи предупредили, что один глоток спиртного может для него стать последним. С тех пор Лепс почти не употребляет алкоголь. 
Много было разных периодов в моей жизни. И только страх умереть молодым меня остановил от повторений тех или иных ошибок.
По той же причине он не смог также выступить на концерте «Песни года — 95». За это время Лепс похудел на 35 кг.
В 1997 году вышел его второй альбом «Целая жизнь», записанный годом ранее на студии «Нота» (в него вошли песни «Целая жизнь», «Качок», «Чижик», «Гололёд»). Лепс впервые принял участие в фестивале «Песня года — 97» с песней «Раздумья мои». В этом же году, по воспоминаниям Лепса, состоялся его первый сольный профессиональный концерт.
В 1998 году Григорий получил приглашение от Аллы Пугачёвой спеть в «Олимпийском» в «Рождественских встречах» с песней «Всё равно увижу». Позже Александр Кальянов организовывал концерт песен Владимира Высоцкого в исполнении современных авторов. Лепс участвовал в этом торжестве с песней «Парус».
Сотрудничество с клипмейкером Александром Солохой привело к появлению таких клипов, как «Раздумья мои», «Первый День рождения» и «Крыса-ревность», которые позволили посмотреть на жанр шансона, соединённого с роком, с другой стороны.

### Путь на «большую сцену» (2000—2006)
1 июня 2000 года вышел третий альбом Григория Лепса «Спасибо, люди…». В этом же году в исполнении Лепса в новой версии прозвучала песня «Чистые пруды» Давида Тухманова. У певца появился свой сайт в Интернете.
В этом же 2000 году на концерте Лаймы Вайкуле в ночном клубе «Метелица» Лепс встретил свою будущую жену Анну (артистку балета певицы), а вскоре пережил операцию на голосовых связках из-за потери голоса.
«Для певца, который действительно поёт, одна уже мысль о потере голоса ужасна. С ужасом вспоминаю тот период. Опять была борьба. И Анна своей поддержкой помогала мне».
В 2001 году состоялись несколько больших концертов Лепса в ГЦКЗ «Россия» в Москве.
В апреле 2002 года в Кремле Григорию впервые вручили премию «Шансон года» в номинации «Свой путь» за композицию «Танго разбитых сердец».
1 ноября 2002 года вышел четвёртый альбом «На струнах дождя…», в который вошли такие песни, как «Рюмка водки на столе», «Танго разбитых сердец», «Я верю, я дождусь», «На струнах дождя», дуэт с Ириной Аллегровой «Ангел завтрашнего дня» (записанный ещё в 1996 году) и другие. Альбом был создан в сотрудничестве с продюсером и композитором Евгением Кобылянским и его студией «Studio S». 30 июня на празднике «МК» в Лужниках, 23 июля 2002 года в р/к «Метелица» и 16 и 17 февраля 2003 года в ГЦКЗ «Россия» состоялись презентации альбома. Песня снова вознесла Лепса, сделав его одним из самых востребованных музыкантов российского шоу-бизнеса. Были сняты видеоклипы на песни «Рюмка водки на столе» и «Я верю, я дождусь».
В 2002—2004 годах Лепс принял участие в нескольких концертах («Шансон года», «Да здравствует шансон!» и других). В 2004 году артист в последний раз получил народную премию «Шансон года» в номинации «Новое звучание» с песней Владимира Высоцкого «Купола».
1 июня 2004 года вышел пятый студийный альбом Лепса «Парус» и потом DVD «Парус. Live» из песен Владимира Высоцкого. Аранжировки ко всем произведениям были сделаны Евгением Кобылянским. В марте того же года состоялся концерт «Парус. Live» в Государственном Кремлёвском дворце.
Весной 2005 года Лепс дал несколько аншлаговых концертов в ГКЦЗ «Россия» с программой «10 лучших лет» и выпустил сборник песен «Избранное… 10 лет», куда вошли песни за 10 наиболее успешных лет музыкальной карьеры певца, а также оригинальная версия песни «Чистые пруды». В том же году исполнитель перестал сотрудничать со своим продюсером и аранжировщиком Евгением Кобылянским.

### Новый этап творчества (2006—2009). Плавный переход от жанра «шансон»
1 июня 2006 года Григорий Лепс выпустил шестой альбом «Лабиринт», состоящий из 9 песен. Среди них была, в частности, песня «Вьюга», клип на которую с участием «Виртуозов Москвы» и Владимира Спивакова показали все центральные телеканалы. На песни «Лабиринт» и «Она» были также сняты видеоклипы. Как оказалось, именно Алла Пугачёва посоветовала певцу взять в репертуар песню Андрея Мисина и Карена Кавалеряна «Лабиринт». Презентация альбома и концертной программы «Лабиринт» состоялась 26 и 27 мая в МХАТ им. Горького. В октябре певец впервые дал три концерта в США.
1 ноября 2006 года Лепс принял участие в V ежегодном Фестивале радио «Шансон» «Ээхх, разгуляй!» с песней «Она».
17 сентября 2006 года выпустил седьмой альбом «В центре Земли». 16 ноября 2006 года в СК «Олимпийский» в Москве состоялся концерт-презентация альбома «В центре Земли. Live». В концерте прозвучали как произведения из нового альбома, так и лучшие композиции из предыдущих альбомов.
15 февраля 2007 года на фестивале «Новые песни о главном» состоялась премьера дуэта Лепса и Ирины Аллегровой «Я тебе не верю». Весной вышли сборники «Я — живой!» (лучшие видеоклипы) и 4 мая «Вся жизнь моя — дорога…» (лучшие песни). 12 и 13 апреля в МХАТ им. А. М. Горького состоялась презентация сборника лучших песен «Вся жизнь моя — дорога…». 29 июня вышел DVD «В центре Земли. Live» — полная видеоверсия трёхчасового концерта, состоявшегося 16 ноября 2006 года в СК «Олимпийский». 2 сентября 2007 года при поддержке «Радио шансон» записан и выпущен второй по счёту альбом песен Владимира Высоцкого «Второй». В него вошло 9 песен, среди которых «Райские яблоки», «Певец у микрофона» и «Баллада о борьбе». Саунд-продюсер и аранжировщик всех песен Валентин Тевянский. 22 ноября 2007 года в Кремле состоялась премьера нового альбома и программы песен Владимира Высоцкого «Второй». В 2007 году так же были записаны дуэты с Ириной Аллегровой «Я тебе не верю» и со Стасом Пьехой «Она не твоя». К обеим песням музыку написал Виктор Дробыш. Песня «Она не твоя» сразу заняла лидирующие позиции в хит-параде «Русского Радио». 3 ноября Лепс принял участие в ежегодном фестивале шансона «Ээхх, разгуляй!» с песней «Рюмка водки на столе». В декабре Лепс и Аллегрова стали лауреатами XII ежегодной национальной премии «Золотой граммофон» и фестиваля «Песня года 2007» с дуэтной песней «Я тебе не верю».
В 2008 году в новогоднем выпуске программы «Две звезды» состоялись премьеры дуэтной версии песни «Гоп-стоп» с А. Розенбаумом и дуэтной песни «Она не твоя» со Стасом Пьехой. 16 февраля Лепс и Стас Пьеха выступили на творческом вечере Эдиты Пьехи. 23, 24 и 25 апреля 2008 года состоялась презентация новой программы «Слова» во МХАТ им. А. М. Горького. 6 июня 2008 года на церемонии вручения музыкальной премии МУЗ-ТВ дуэт Г. Лепса и И. Аллегровой «Я тебе не верю» побеждает в номинации «Лучший дуэт года». 3 июля выступил с сольным концертом на 15-летии развлекательного комплекса `Метелица`. 26 июля участвовал в творческом вечере Игоря Николаева с песней «Озеро надежды» и принял участие в закрытии фестиваля «Новая волна-2008». 23 августа выступил в Харькове на одной из самых больших площадей мира «Площадь Свободы», количество зрителей более 250 тыс. 31 августа принимает участие в закрытии конкурса молодых исполнителей «Пять звёзд» с сольной версией песни «Она не твоя». 9 ноября 2008 года был экстренно госпитализирован в реанимационное отделение городской больницы города Дмитрова с предположительным диагнозом «внутреннее кровотечение и открытая язва желудка». В ночь на 10 ноября специализированной бригадой скорой помощи был доставлен в одну из московских клиник. 24 ноября он выписался из больницы и 1 декабря в Санкт-Петербурге дал сольный концерт. 29 ноября 2008 года получил премию «Золотой граммофон» за дуэт со Стасом Пьехой «Она не твоя». 2 декабря 2008 года Григорий Лепс был удостоен премии «Рекорд» за самые большие продажи сборника «Вся жизнь моя — дорога…».
В 2009 году Лепс и Ирина Гринёва приняли участие в третьем сезоне шоу «Две звезды». Призовых мест не заняли. 10, 12 и 13 февраля 2009 года в Кремле состоялась презентация новой программы Лепса «Водопад». 3 концерта собрали более 15 000 человек. В марте 2009 года госпитализировался с диагнозом «острый бронхит»; в мае того же года прошли гастроли в Германии. 5 июня 2009 года на церемонии вручения музыкальной премии МУЗ-ТВ дуэт Г. Лепса и С. Пьехи «Она не твоя» побеждает в номинации «Лучший дуэт года». С 29 июля по 1 августа Лепс участвует в мероприятиях в рамках международного фестиваля «Новая волна-2009» в Юрмале: 29 июля — День мирового шлягера с песней «You can leave your hat on» (песня Джо Кокера), 31 июля в творческом вечере Юрия Антонова с песней «У берёз и сосен» и 1 августа — День премьер с песней «Уходи красиво». 1 сентября 2009 года в продаже появился девятый альбом «Водопад», который включает в себя 16 композиций. В диск вошли такие песни, как дуэты с Аллегровой «Я тебе не верю» и со Стасом Пьехой «Она не твоя», а также «Я тебя не люблю», «Уходи красиво» и песня-размышление «Что может человек», автором слов которых является Константин Арсенев. Переиздан в апреле 2010 года с включением песен «Новый год» и «Песня Императора». Альбом возглавлял российский чарт несколько месяцев, и получил платиновый статус. За 2010 года было продано 41 159 копий альбома, что позволило ему стать вторым в итоговом чарте. 20 ноября 2009 состоялся концерт Лепса в СК «Олимпийский», приуроченный к выходу диска «Водопад». 28 ноября 2009 года получил премию «Золотой граммофон» за композицию «Я тебя не люблю». В конце 2009 года вышла рок-опера Александра Градского «Мастер и Маргарита», где Лепс исполнил 21-секундную партию шофёра.

### 2010—2015
2010
В январе 2010 года Лепс впервые дал два концерта в ОАЭ на сцене «Marina Gardens» дубайского отеля Burj al-Arab. В марте вышел DVD — сборник клипов «Что может человек». В том же году вышел третий сборник лучших хитов «Берега. Избранное». В отличие от других сборников, в этом альбоме Лепс перезаписал каждую композицию отдельно, в «живом» выступлении концерта «Водопад. Live» 20 ноября 2009 года.
Премьера песни Валерия Меладзе и Григория Лепса «Обернитесь» (муз. и сл. Константин Меладзе) состоялась на «Русском радио» в марте 2010 года, на песню был снят совместный клип. 31 июля 2010 года в рамках фестиваля «Новая Волна» состоялась премьера песни «Двое у окна». В октябре 2010 года дуэт с Викторией Ильинской «Измены», премьера клипа состоялась в январе 2010 года на RU.TV, был запущен в ротацию на «Русском Радио». 20 ноября Лепс участвовал в творческом вечере Виктора Дробыша «Хиты и звёзды»; 21 ноября — в съёмках проекта канала НТВ «Карнавальная ночь с Максимом Авериным». 4 декабря певец участвовал сразу в двух съёмках — «Песня года — 2010» (дуэт с Валерием Меладзе «Обернитесь» и «Уходи красиво») и «Золотой граммофон» (премия вручена за песню «Уходи красиво»). 15 декабря принял участие в съёмках «Голубого огонька» для канала «Россия» (дуэт с Валерием Меладзе «Обернитесь»).
2011
3 февраля прошла вечеринка, посвящённая официальному открытию караоке-бара «Leps». 16 марта десятый студийный шансон-альбом «Пенсне» поступил в продажу на территории России. В альбом вошли как уже известные хиты «Обернитесь» (дуэт с В. Меладзе) и «Измены» (дуэт с В. Ильинской), так и новые песни. Презентация альбома состоялась 23, 25, 26 февраля и 7 марта в московском концертном зале «Crocus City Hall», а также 1 и 3 марта в БКЗ «Октябрьский». С июня началась работа над совместным альбомом с Александром Розенбаумом.
3 июля 2011 года прошли съёмки, а 31 октября состоялась премьера клипа на песню «Вечерняя застольная» при участии А. Розенбаума и И. Кобзона.
15 июля 2011 года на концерте в «Crocus City Hall», посвящённом дню рождения Лепса, состоялась предпродажа переиздания альбома «Пенсне», многие из песен которого были перезаписаны в новых аранжировках. С 26 по 29 июля Лепс участвовал в мероприятиях в рамках международного фестиваля «Новая волна» в Юрмале: участие в открытии фестиваля с группой Вельвеt («Капитан Арктика») и с премьерой песни «Судьба — зима» (муз. Сирушо — Представляла Армению на Евровидении в 2008 году, слова Авет Барсегян), на Концерте членов жюри исполнил «Моё весеннее танго» (песня Вадима Козина), участие в творческом вечере композитора Александра Зацепина с песней «Любовь нас выбирает». 16 августа 2011 состоялся релиз DVD «Научись летать. Live». 1 октября 2011 года Лепс был удостоен премии «RU.TV 2011» в номинации «Лучший дуэт года».
18 октября 2011 года указом Президента России Д. А. Медведева был удостоен звания «Заслуженный артист Российской Федерации», однако на церемонию награждения в Большом театре его пригласили лишь 22 февраля 2013 года.
5 ноября Лепс принимал участие в юбилейном концерте Олега Газманова в «Crocus City Hall» со своей интерпретацией песни юбиляра «На заре». В Киеве принимал участие в съёмках программы Яна Табачника «Честь имею пригласить» («Вечерняя застольная» при участии Иосифа Кобзона, «Самый лучший день» и дуэт с Ириной Аллегровой «Я тебе не верю»).
26 ноября 2011 года за сольные песни «Настоящая женщина» и «Самый лучший день» Лепс удостоился двух премий «Золотой граммофон», что произошло впервые в истории этой награды в отношении сольных песен. 13 декабря в интернете состоялась премьера дуэта с Тимати «Реквием по любви». 16 и 17 декабря состоялись совместные концерты Лепса и Александра Розенбаума в ГКД, где была представлена работа «Берега чистого братства». 23 декабря 2011 года альбом «Берега чистого братства» поступил в продажу на территории России.
2012
29 сентября Лепс был удостоен премии «RU.TV 2012» в номинации «Лучший артист года».
Премьера клипа на песню Тимати и Лепса «Лондон» состоялась на канале RU.TV 13 ноября 2012 года. В тот же день видеоклип был представлен на официальном канале Тимати на Youtube и собрал более 100 тыс. просмотров за сутки.
29 ноября 2012 года Лепс принял участие в сольном концерте Тимати под названием «#ДАВАЙДОСВИДАНИЯ» с совместными песнями «Реквием по любви» и «Лондон» в «Crocus City Hall», который подводил итог 10 лет артиста на сцене.
1 декабря 2012 года за композицию «Водопадом» получил премию «Золотой граммофон», и в тот же день на фестивале «Песня года 2012» получил приз Леонида Утёсова «Лучший певец года». Премьера альбома «Полный вперёд!» состоялась на юбилейных концертах певца 4,5,7 и 8 декабря в концертном зале «Crocus City Hall». Альбом «Полный вперёд!» занял первую строчку чарта российского онлайн-магазина iTunes Store, который составляется с начала декабря 2012 года. Также 11 декабря компания «Никитин» и Продюсерский Центр Григория Лепса выпустили 2 сборника — «The Best» (трёхдисковое издание) и «Дуэты» (двухдисковое издание, CD+DVD). Подарочное издание «The Best» содержало 3 диска, на двух из которых собраны хиты, на третьем — ранее не издававшаяся аудио-версия концерта в День рождения Григория Лепса, состоявшегося 15 июля 2011 года.
2013
12 февраля 2013 года Измайловский суд города Москвы обязал «Жёлтую газету» выплатить 100 тысяч рублей Лепсу, тем самым частично удовлетворив иск, в котором он требовал взыскать миллион рублей за публикацию его фотографии, нарушающей его права на изображение.
6 марта Лепс дал концерт в Лондоне в концертном зале «Royal Albert Hall». 9 апреля компания «Никитин» специально для iTunes выпустила сборник Лепса «The Best» Deluxe Edition. В апреле того же года получил премии «ZD Awards» в трёх номинациях: «Артист года», «Альбом года» и «Концерт года». 25 мая был удостоен премии RU.TV 2013 в номинациях «Лучшая песня» и «Лучший дуэт года».
Летом 2013 года перенёс ряд запланированных концертов на декабрь в связи с болезнью. 13 июля в Новой Москве прошли съёмки клипа на песню Лепса и Ани Лорак «Зеркала», релиз которого состоялся 18 сентября 2013 года. В июле 2013 года в рамках фестиваля «Новая Волна» состоялись премьеры песен «Зеркала» (с Ани Лорак), «Брат Никотин» (с Тимати & Артём Лоик), «Плен» (с Артёмом Лоиком) и «Московская песня».
Осенью 2013 года синглы «Зеркала» (feat. Ани Лорак), «Плен» (feat. Артём Лоик) и «Московская песня» появились в iTunes Store. 30 ноября в Москве прошла церемония вручения премии «Золотой граммофон», на которой Лепсу вручили 2 награды — за песню «Я счастливый» и за дуэт с Тимати «Лондон». Оба «Граммофона» были вручены пресс-секретарём президента России Дмитрием Песковым. 7 декабря на фестивале «Песня года 2013» получил приз Леонида Утёсова «Певец года» из рук Льва Лещенко. 30 декабря выступил с часовой программой на концерте в Центральном доме культуры железнодорожников.
2014
В феврале 2014 года состоялись съёмки и премьера клипа на песню «Господи, дай мне сил». Двенадцатый студийный альбом «Гангстер № 1» вышел 4 марта. Премьера трёх концертов в Crocus City Hall и презентация одноимённого диска состоялась 4, 6 и 8 марта. В ночь на 3 мая Лепс и его коллектив были вынуждены отменить последние 3 концерта в Донбассе — 2 в Донецке и 1 в Мариуполе в связи с войной.
27 мая в Монте-Карло Лепсу и Тимати была вручена премия World Music Awards 2014 в номинации Best Selling Russian Artists. 

31 мая был удостоен премии RU.TV 2014 в двух номинациях — «Лучший дуэт» и «Лучший певец».
17 июля прошёл благотворительный концерт в Crocus City Hall, приуроченный ко дню рождения Лепса.
29 ноября 2014 года в Москве прошла церемония вручения премии «Золотой граммофон», на которой Лепсу вручили 2 награды — за песню «Зеркала (с Ани Лорак)» и «Если хочешь — уходи».
2015
В январе 2015 года Лепс устроил Фестиваль «Рождество на Роза Хутор» в Сочи, стал ведущим в шоу «Главная сцена» на «Россия-1» с Гариком Мартиросяном.
В апреле 2015 года состоялись съёмки клипа на ремикс песни «Лондон», которая была спета на английском языке совместно с рэпером Тимати. В июле 2015 года дал сольный концерт в Crocus City Hall.
В сентябре 2015 года стал наставником в шоу «Голос» на Первом канале вместе с Полиной Гагариной, Александром Градским и рэпером Баста.
Участник команды Лепса, иеромонах Фотий, победил в 4 сезоне шоу «Голос».

### 2016—2023
2016
В январе 2016 года Лепс устроил Фестиваль «Рождество на Роза Хутор» в Сочи, ведущими стали Александр Олешко и Яна Чурикова.
В марте 2016 года, состоялся тройной концерт «Я нравлюсь женщинам» с участием Лепса, Сергея Лазарева и Эмина Агаларова.
В 2016 году записал вновь дуэтную композицию с Тимати — «Дай мне уйти».
В июне стал лауреатом «Премии МУЗ-ТВ», одержал победу в номинации «Лучший дуэт» (c Ани Лорак), с песней «Уходи по-английски».
В 2016 году остался наставником в проекте «Голос».
В 2016 году состоялся релиз альбома «Upgrade», который состоял из апгрейд-версий главных хитов певца. В их числе «Рюмка водки на столе», «Я слушал дождь», «Роковая любовь», «Крыса-ревность», «Она», «Ну и что» и другие. Также в альбоме были и новые песни, в их числе «Зола», музыку к которой написал Михаил Мишустин. Или «Одиноко», которую написал Константин Меладзе, автор песен своего брата Валерия.
2017
В феврале 2017 года начался юбилейный гастрольный тур #ТыЧегоТакойСерьезный, приуроченный к 55-летию исполнителя.
24 января был выпущен сингл «Снега». 27 апреля в iTunes, а также на радио «Шансон» состоялась премьера песни «Я скучаю по нам по прежним», музыка Андрея Мисина, слова Михаила Гуцериева. 29 апреля на концерте «Звёзды Русского Радио» состоялась премьера песни «Что ж ты натворила».
В июле 2017 года прошёл фестиваль «Жара», организованный Григорием Лепсом, Эмином Агаларовым и Сергеем Кожевниковым. На фестивале прошла премьера совместной песни с Эмином «Дороги».
16 ноября выходит тринадцатый студийный альбом Григория Лепса «ТыЧегоТакойСерьезный». Альбом записан в сотрудничестве с датским саунд-продюсером Сёрином Андерсоном. В альбом вошли несколько ранее выпущенных синглов, а также новые песни. Из них хитами стали такие песни как «Аминь», «Что ж ты натворила», кавер на группу «Ленинград» под названием «Терминатор», дуэт с Максимом Фадеевым «Орлы или вороны». За песню «Что ж ты натворила» Григорий Лепс удостоился премии «Золотой граммофон». На «Российской национальной музыкальной премии 2017» Григорий Лепс одержал победу в номинации «Городской романс» с песней «Я скучаю по нам по прежним».
16, 18, 22, 24 и 25 ноября — рекордная серия из пяти сольных юбилейных концертов-презентации альбома «ТыЧегоТакойСерьезный» в Crocus City Hall.
2018
По результатам народного голосования, запущенного Первым каналом в социальной сети «Одноклассники» с большим отрывом стал самым популярным и ожидаемым в Новогоднюю ночь певцом России.
В феврале 2018 года был выпущен сингл «Зае… рожи», получивший неоднозначные отзывы критиков из-за наличия в песне нецензурной лексики.
В течение года стал победителем в нескольких премиях: «Артист года, дуэт» (с М. Фадеевым), «альбом» («ТыЧегоТакойСерьёзный»), «концерт» — Премия «ZD Awards 2017», «артист года» — Премия «ЖАРА Music Awards», «лучший исполнитель» — Премия «Муз-ТВ 2018»
На премии «Муз ТВ-2018» музыкант заявил, что отказывается от любых дальнейших номинаций и премий: «Всё, что я должен был получить от жизни, я уже получил».
Состоялась премьера клипов на песни «Аминь» и «Без тебя» из альбома «ТыЧегоТакойСерьезный» и клип на сингл «LIFE IS GOOD».
16 июля в СК Олимпийский прошёл трибьют-концерт в день рождения Лепса. Свои версии песен Лепса исполнили Loboda, Филипп Киркоров, Николай Басков, Светлана Сурганова, Егор Крид, Мот и многие другие.
С 4 сентября 2018 года по 14 января 2019 года в Государственном историческом музее в Москве прошла выставка икон из коллекции Григория Лепса «Предивное художество». Артист собирает преимущественно иконы с подписью автора и указанием даты создания. Благодаря этому собранию стали известны имена некоторых талантливых иконописцев конца XIX — начала XX века. На выставке было представлено 204 иконы, созданные в период с XVI по XX век. Среди них — работы старообрядческих мастеров Оружейной палаты в Москве, Поморья, Москвы, Романово-Борисоглебска, Поволжья, Мстеры и Палеха.
2019
Хит певца «Рюмка водки на столе» подтвердил статус главного караоке-хита страны. Композиция Григория Лепса стала абсолютным лидером среди песен у любителей караоке в новогодние праздники и в январе, по данным сервиса «Караоке» цифрового ТВ МГТС в Москве и цифрового ТВ фиксированной сети МТС по России. Эту песню для исполнения выбирали чаще всех остальных 7 тыс. композиций западных и отечественных исполнителей сервиса.
3 мая Литва запретила Лепсу въезд в страну за «активную поддержку проводимой Россией агрессивной внешней политики».
Записал свою версию гимна России, исполнением которого завершил концерт в День России на Красной площади 12 июня 2019 года.
16 июля в столичном Крокус Сити Холле Григорий Лепс отметил 57-й день рождения большим сольным концертом.
Осенью 2019 года стартовал тур с новой программой «Иди и смотри».
2020
В начале марта состоялся выпуск песни и клипа «Спасибо» в дуэте с Тимуром Родригезом. Песня была исполнена на традиционном праздничном концерте «Я нравлюсь женщинам» 8 марта.
С марта осуществлялся проект «Честь имею!» на песни Владимира Высоцкого. Около 90 песен, записанных под акустическую гитару были собраны в 5 тематических альбомов, первый из которых «Мой первый срок» занял первую строчку в топ альбомов iTunes нескольких стран.
Во время пандемии COVID-19 дал концерт в онлайн-кинотеатре Okko.
2021
В сентябре на «Первом канале» вышел документальный фильм к 70-летию Александра Розенбаума, где голос за кадром принадлежал Лепсу. Принял участие в фестивале «Жара» и юбилее Николая Баскова.
22 октября вышел альбом «Подмена понятий», состоящий из 25 песен, часть из которых ранее выпускалась синглами.
2022

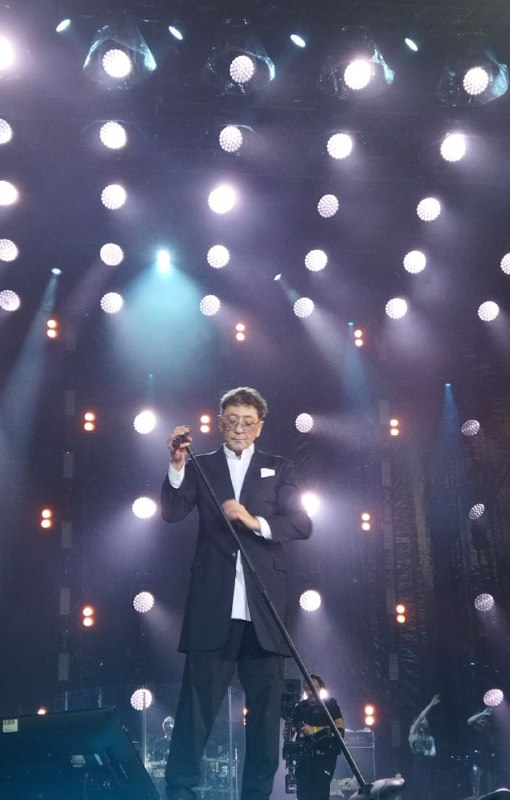
Григорий Лепс во время своего юбилейного концерта, БСА «Лужники», Москва

Своё 60-летие артист отметил 15 июля трёхчасовым сольным концертом на Большой спортивной арене в Лужниках, завершившемся далеко за полночь. Стадионный концерт посетили около 60 тысяч зрителей. В этот же день Лепс удостоен звания «Народный артист Российской Федерации».
2023
Выпустил альбом «Завтра», включающий в себя 17 произведений. Также выступил с премьерой сингла «Родина-мать». Неоднократно приезжал с концертами на территорию Донецкой Народной Республики и Луганской Народной Республики.

## Семья, личная жизнь, увлечения
- Первая жена — Светлана Дубинская. Познакомился в музыкальном училище в городе Сочи. Дубинская училась на вокальном отделении училища, а Лепс — на отделении ударных инструментов[14]. Были женаты с 1982 по 1987 год.
  - Дочь Инга (род. 23 декабря 1984).
    - Внук Константин (род. 18 сентября 2022)[42].
- Вторая жена — Анна Шаплыкова (род. 13 мая 1972). Балерина из балета Лаймы Вайкуле. Окончила школу № 9 в Никополе Днепропетровской области. 16 ноября 2021 года подала заявление на развод, 20 декабря 2021 года официально разведены после 20 лет брака[43]. Дети:
  - Дочь Ева (род. 23 февраля 2002);
  - Дочь Николь (род. 12 мая 2007);
  - Сын Иван (Вано) (род. 6 мая 2010)[14][19].

После расторжения брака с Шаплыковой некоторое время встречался с телеведущей Елизаветой Ридель.
В 2024 году публично представил в качестве своей невесты 18-летнюю модель Аврору Кибу.
Григорий Лепс известен как коллекционер православных икон, чья экспозиция неоднократно становилась предметом освещения в СМИ. Он обладает брутальным чувством юмора, нередко включает в тексты песен и репризы на концертах обсценную лексику, на сервисе YouTube представлено собрание видеозаписей с оригинальными анекдотами от Лепса, в прессе цитировались его афоризмы: «В моём возрасте каждый оргазм как инсульт», «Натали, утоли мои печали за рубли» и другие.
В декабре 2024 года вступил в ЛДПР.

## Бизнес
В 2011 году ресторанный холдинг «Ginza Project» в партнёрстве с Лепсом открыл в Москве караоке-бар «Leps Bar». В ноябре 2013 года состоялось открытие караоке-ресторана «Gleps» в Киеве. Оба заведения в настоящий момент закрыты.
С 2012 по 2024 год выпускалась линия очков «Leps Оптика». В настоящий момент выпуск и продажи очков прекращены.
В 2015 году совместно с супругой Анной представил ювелирный бренд GL Jewelry. В содружестве с российскими дизайнерами Павлом Беловым и Константином Мазуревским были созданы первые коллекции.
В том же году по соседству со своим домом в Подмосковье открыл «Продюсерский центр Григория Лепса», где под его руководством совершенствуют мастерство молодые исполнители.
На протяжении 8 лет работал как продюсер с рядом артистов-исполнителей, в том числе с Александром Панайотовым, Алиной Гросу, группой «COSMOS Girls», Шарифом, Нико Неманом, Артёмом Лоиком. Занимался продюсированием концертов Ани Лорак, Сергея Лазарева. С 2023 года прекратил продюсерскую деятельность.
18 октября 2017 года совместно с Эмином Агаларовым в Москве открыл рюмочную «Рюмка водки».
20 февраля 2019 года Лепс совместно с Эмином Агаларовым открыл в Москве на территории фудмолла ДЕПО ресторан «LESNOY».
7 марта 2019 года Лепс объявил о запуске линии фермерских продуктов и водки «LEPS» под брендом «Хлебосольное подворье Григория Лепса». В 2023 году продажи прекратились.
В октябре 2020 года открыл караоке-бар «LEPS BAR» в Новосибирске. Такой же бар был открыт в августе 2024 года в Санкт-Петербурге, также известно о строящемся баре в Красноярске.
По оценке российского издания журнала Forbes, размер годового дохода Лепса за 2018 год составил 8,2 миллионов долларов США.

## Скандалы
2 декабря 2022 года состоялся приуроченный к 60-летнему юбилею артиста большой сольный концерт в Санкт-Петербурге в Ледовом дворце, который Лепс отработал с больным горлом, из-за чего в конце выступления на 26-й песне «Самый лучший день», исполнявшейся певцом «на бис», допустил фальшь в голосе, вызванную болезнью, пришёл в ярость и разбил микрофон об сцену, после чего ушёл за кулисы. Эпизод вызвал критический общественный резонанс в медиа.
В ночь со 2 на 3 декабря 2022 года Лепс отправился в питерский бар «Finnegan’s», у которого по неясным причинам произошла драка между певцом с командой и петербуржцем, впоследствии история завершилась примирением. Из-за случившегося скандала Лепс вновь стал героем заголовков многих статей.

## Санкции
31 октября 2013 года Министерство финансов США обвинило Григория Лепса в причастности к «постсоветской мафии» и внесло его в «чёрный список». По данным американских властей, Лепс имел связи с так называемым «Братским кругом», который власти США считают «евразийским преступным синдикатом». В результате Лепсу был закрыт въезд в США, американским гражданам запрещалось заключать с ним сделки, а его активы в американской юрисдикции подлежали заморозке. Лепс отнёсся к этому с иронией и даже назвал свой новый альбом «Гангстер № 1». МИД России выступил со специальным заявлением в связи с внесением Лепса в «чёрный список», обвинив американские власти в нарушении фундаментального принципа презумпции невиновности. За развитием ситуации вокруг Лепса от имени Кремля пообещал следить пресс-секретарь президента РФ Дмитрий Песков. Официальный представитель Лепса сообщил, что ни счетов, ни недвижимости у певца в США нет. 8 февраля 2023 года американские санкции из-за «связей с мафией» были сняты.
3 мая 2019 года Литва запретила въезд Лепсу. 1 ноября 2019 года Латвия также объявила его персоной нон грата.
16 декабря 2022 года на фоне вторжения России на Украину внесён в санкционный список Евросоюза за публичную поддержку войны. Евросоюз отметил, что Лепс путешествовал по украинским территориям, оккупированным Россией, выступал на концерте в поддержку самопровозглашённой ДНР, таким образом его действия стали частью пропагандистской кампании российских властей. 21 декабря 2022 года к санкциям присоединилась Швейцария. 7 января 2023 года включён в санкционный список Украины. Ранее Лепс был внесён ФБК в список коррупционеров и разжигателей войны за участие в концертах в поддержку войны с Украиной.
4 июля 2024 года, после обращения в Google Литовской комиссии по радио и телевидению с требованием удалить аккаунты лиц, включённых в санкционные списки ЕС, YouTube заблокировал официальный канал Лепса. Ранее страница и треки Лепса были удалены со стримингового сервиса Spotify.

### Уголовное преследование
18 июня 2025 года украинский суд заочно приговорил Григория Лепса к 8 годам лишения свободы с конфискацией имущества.

## Критика
Певец и автор песен Юрий Лоза раскритиковал Лепса из-за использования нецензурных слов в его песне «Зае…шие рожи», которая вышла в свет в конце февраля 2018 года. Журналист и музыкальный критик Сергей Соседов критиковал Лепса за аморальное поведение на концертах. При этом Александр Серов, Дарья Донцова и Надежда Ручка выступили в поддержку Лепса, посчитав его скандальную репутацию частью творческого образа.

## Благотворительность и духовные взгляды
Григорий Лепс исповедует православное христианство, собрал ценную коллекцию икон.
16 июля 2013 года Лепс отметил в Москве свой 51-й день рождения в компании 7000 гостей, друзей и коллег по шоу-бизнесу. Большая часть средств, собранных от продажи билетов на благотворительный концерт артиста, была перечислена Балашихинскому онкологическому центру.
Принял участие во всероссийской акции по сбору средств на реставрацию памятника Минину и Пожарскому, учрежденной Государственным историческим музеем в 2018 году.
13 сентября 2019 года Лепс в интервью рассказал, что не планирует создавать благотворительный фонд: «Я не верю фондам… Хотя участвовал в нескольких благотворительных акциях, но предпочитаю помогать адресно. Допустим, если человек заболел, а я понимаю, что могу помочь, то я помогу».
Признаётся, что считает большевиков «бесами», поскольку «они стеснялись собственных имён и разрушили великую страну».

## Политическая деятельность
В 2012 году Лепс снялся в предвыборном ролике «Почему я голосую за Путина». Сам Путин неоднократно отмечал, что с удовольствием слушает песни Лепса. 16 июля 2022 года, поздравляя Лепса, только что вернувшегося с концертов в Донбассе, с 60-летним юбилеем, Путин выделил характерные черты деятельности певца — веру в себя и своё предназначение, многолетний труд, постоянный творческий поиск, деятельное участие в востребованных общественных, благотворительных, патриотических проектах.
23 февраля 2012 года Лепс выступил на митинге в поддержку кандидата в президенты РФ Владимира Путина на третий срок «Защитим страну!» с песнями «Спасибо, ребята (Военная)» и «Самый лучший день», затем, 7 мая 2012 года — на инаугурации президента.
18 марта 2018 года Лепс выступил на митинг‐концерте «Россия. Севастополь. Крым» в Москве. 8 сентября 2020 года Лепс выступил в Донецке на концерте, посвящённом Дню освобождения Донбасса.
Поддержал вторжение России на Украину. 18 марта 2022 года выступил в «Лужниках» на митинге-концерте в честь годовщины аннексии Крыма. 22 февраля 2023 года выступил на митинге-концерте в поддержку войны с Украиной, где помимо звёзд эстрады на сцене выступили военнослужащие и президент России Владимир Путин. Осенью 2022 года принял участие в записи пропагандистского клипа на песню Шамана «Встанем». Также Лепс посещал оккупированные Россией города на востоке Украины, выступал перед российскими военнослужащими, участниками нападения на Украину. В июне 2023 года присоединился к предложению выплачивать из личных средств премию российским военным за подбитые танки Leopard.
В июне 2023 года из-за финансовой поддержки вторжения России на Украину был отменен концерт Лепса в г. Конаеве в Казахстане — жители города, журналисты и активисты обратились к властям Алматинской области с требованием отменить концерт. В начале июля 2023 года из-за недовольства среди общественности был отменён концерт Лепса в Кыргызстане.
18 марта 2024 года выступил на провластном митинг-концерте, посвящённом десятилетию аннексии Крыма и победе Владимира Путина на президентских выборах.
13 декабря 2024 года вступил в партию ЛДПР.

## Творчество
Лепс известен особым, «рычащим» тембром голоса. Свой стиль он определяет как «эстрадную песню с элементами рока». У него были и шансонные песни, но в 2011 году он заявил, что ему это «неинтересно». Лепс является композитором музыки к ряду своих песен. Характерной для его стиля является рок-музыка к песне «Крыса-ревность» (2000); по оценке артиста, всего он написал музыку к 10-12 песням.

### Дискография

#### Альбомы в составе группы «Индекс-398»
- 1987 — «Лабиринт»
- 1988 — «Бешеный день»

#### Номерные альбомы
- 1991 — «Гриша Сочинский»
- 1994 — «Храни Вас Бог»
- 1997 — «Целая жизнь»
- 2000 — «Спасибо, люди…»
- 2002 — «На струнах дождя…»
- 2004 — «Парус (песни Владимира Высоцкого)»
- 2006 — «Лабиринт»
- 2006 — «В центре Земли»
- 2007 — «Второй (песни Владимира Высоцкого)»
- 2009 — «Водопад»
- 2011 — «Пенсне»
- 2012 — «Полный вперёд!»
- 2014 — «Гангстер №1»
- 2017 — «ТыЧегоТакойСерьёзный»
- 2021 — «Подмена понятий»
- 2023 — «Завтра»
- 2025 — «И СМЕХ И ГРЕХ (ХУлиганский альбом)» (под псевдонимом наГЛец)

#### Сплит-альбомы
- 2011 — «Берега чистого братства» (совместный альбом с Александром Розенбаумом)

#### Сборники / «компиляции»
- 1995 — «Натали»
- 2005 — «Избранное… 10 лет»
- 2007 — «Вся жизнь моя — дорога…»
- 2010 — «Берега. Избранное»
- 2012 — «Дуэты»
- 2012 — «The Best»
- 2014 — «Полный вперёд! (Live in Crocus City Hall 05.12.2012)»[111]
- 2016 — «Апгрэйд#Upgrade»[112]
- 2020 — «Честь имею! (Высоцкий)» (Бокс-сет)
  - «Мой первый срок»
  - «Разведка боем»
  - «На дистанции»
  - «Городской романс»
  - «Кони привередливые»

#### Переиздания
- 2002 — «Натали» (переиздание треков из альбомов «Храни Вас Бог» и «Целая жизнь»)
- 2002 — «Спасибо, люди…»
- 2006 — «Спасибо, люди…»
- 2008 — «Второй»
- 2010 — «Натали»
- 2010 — «На струнах дождя…»
- 2010 — «Водопад»
- 2011 — «Пенсне»
- 2014 — «Дуэты»

#### Синглы
- 2010 — Измены (дуэт с Викторией Ильинской)[113]
- 2012 — Водопадом[114]
- 2012 — Реквием по любви (дуэт с Тимати)[115]
- 2012 — Лондон (дуэт с Тимати)[116]
- 2013 — Старый чёрт[117]
- 2013 — Зеркала (дуэт с Ани Лорак)[118]
- 2013 — Плен (дуэт с Артёмом Лоиком)[118]
- 2013 — Московская песня[119]
- 2015 — Бабосы боссам (дуэт с Green Grey)[120]
- 2015 — Уходи по-английски (дуэт с Ани Лорак)[121]
- 2015 — Я поднимаю руки[122]
- 2016 — Одиноко[123]
- 2016 — Капитан Арктика (дуэт с группой «Вельвеt»)[124]
- 2016 — Чёт или нечёт (трио с Шарифом и Нико Неманом)[125]
- 2016 — London (feat. DJ Antoine & Тимати)[126]
- 2016 — Я тебе верю (из т/с «София»)[127]
- 2016 — ЖИТЬ (принял участие)
- 2016 — Новогодняя (feat. Шариф, Нико Неман, Алина Гросу, Ромади, Татьяна Ширко, Николай Тимохин & Данил Буранов)[128]
- 2017 — Снега[129]
- 2017 — Я скучаю по нам по прежним[130]
- 2017 — Орлы или вороны (дуэт с Максимом Фадеевым)[131]
- 2018 — Зае… рожи[132]
- 2018 — Life is good (дуэт с Артёмом Лоиком)[133]
- 2018 — Наутро (дуэт с Джиганом)[134]
- 2018 — Розы (дуэт с Emin'ом)[135]
- 2019 — Гимн Российской Федерации[136]
- 2019 — Лети (дуэт с D-band)[137]
- 2019 — С чистого листа (дуэт с Тимати)[138]
- 2020 — Одежда между[139]
- 2020 — Аперитив (дуэт с Emin'ом)[140]
- 2020 — СПАСИБО (дуэт с Тимуром Родригезом)[141]
- 2020 — Холера[142]
- 2020 — НА КАРАНТИН (Special Edition) (дуэт с Тимуром Родригезом)[143]
- 2020 — Очи чёрные[144]
- 2020 — Не троньте душу грязными руками[145]
- 2020 — Lucky Man[146]
- 2020 — Ящик Пандоры (дуэт с Хиблой Герзмавой)[147]
- 2020 — Не забывшая меня[148]
- 2021 — Она меня балует[149]
- 2021 — Феникс (дуэт с TSOY)[150]
- 2021 — Море (дуэт с NLO)[151]
- 2021 — Любимая (дуэт с Юрием Антоновым)[152]
- 2022 — Круги на воде[153]
- 2022 — Как огонь и вода (трио с ЮрКиссом и ВладиМиром)[154]
- 2022 — Ещё вчера (дуэт с Еленой Север)[155]
- 2022 — 9 мая (дуэт с Сосо Павлиашвили)[156]
- 2022 — Пока[157]
- 2022 — Завтра[158]
- 2022 — Я не узнал бы о любви[159]
- 2022 — Бейби (дуэт с Ваней Дмитриенко)[160]
- 2022 — Я оставлю (дуэт с Мотом)[161]
- 2023 — Родина-мать[162]
- 2023 — Вообще-то, здесь мог быть и ты (дуэт с Николаем Расторгуевым)
- 2023 — Весна (дуэт с ELSEA)
- 2023 — Закололо сердце
- 2023 — Русские маяки (трио с Юлией Чичериной и Владом Маленко)
- 2023 — Я чувства кинул на алтарь
- 2024 — Любовь оставляет шрамы (дуэт с Юлией Савичевой)
- 2024 — Брат (дуэт с Максимом Фадеевым)
- 2024 — Быть настоящим
- 2024 — Мама
- 2024 — Треугольник печали
- 2024 — Не вибрируй[163]
- 2024 — Настоящий мужчина (дуэт с SHAMAN)[164]
- 2024 — Депрессива
- 2024 — Не совпадаем (дуэт с Юлией Савичевой)
- 2025 — Если бы ты (дуэт с ST)
- 2025 — Мои крылья (дуэт с Шарипом Умхановым)
- 2025 — На гондоле (трио с ЮрКиссом и ВладиМиром)
- 2025 — Дайте надежду (дуэт с Лёшей Свиком)
- 2025 — 7000 сердец
- 2025 — Возвращайтесь
- 2025 — Заново начать (дуэт с Андреем Давинчи)
- 2025 — 585
- 2025 — Покой (дуэт с Ларисой Долиной)

#### DVD
- 2004 — Парус. Live
- 2007 — В центре Земли. Live
- 2007 — Я — живой! (сборник клипов)
- 2010 — Что может человек (сборник клипов)
- 2010 — Водопад. Live
- 2011 — Научись летать. Live
- 2013 — Полный вперёд!

#### Blu-Ray
- 2012 — Научись летать. Live
- 2013 — Полный вперёд!

#### Видеография
| Год  | Клип                                                                    | Режиссёр                       | Альбом                               |
| ---- | ----------------------------------------------------------------------- | ------------------------------ | ------------------------------------ |
| 1995 | Натали                                                                  | Андрей Семёнов                 | «Храни Вас Бог»                      |
| 1995 | Храни Вас Бог                                                           | Андрей Семёнов                 | «Храни Вас Бог»                      |
| 1997 | Раздумья мои                                                            | Александр Солоха               | «Целая жизнь»                        |
| 1999 | Первый день рожденья                                                    | Александр Солоха               | «Спасибо, люди…»                     |
| 2000 | Крыса-ревность                                                          | Александр Солоха               | «Спасибо, люди…»                     |
| 2001 | Шелест                                                                  | Александр Солоха               | «Спасибо, люди…»                     |
| 2002 | Рюмка водки на столе                                                    | Александр Солоха               | «На струнах дождя...»                |
| 2002 | Я верю, я дождусь                                                       | Александр Солоха               | «На струнах дождя...»                |
| 2004 | Парус                                                                   | Александр Солоха               | «Парус»                              |
| 2004 | Кровь, пот, слёзы, любовь                                               | Александр Солоха               |                                      |
| 2005 | Ну и что                                                                | Александр Солоха               | «Избранное… 10 лет»                  |
| 2005 | Вьюга                                                                   | Александр Солоха               | «Лабиринт»                           |
| 2006 | Лабиринт                                                                | Александр Солоха               | «Лабиринт»                           |
| 2006 | Она                                                                     | Александр Солоха               | «Лабиринт»                           |
| 2006 | Замерзает Солнце                                                        | Александр Солоха               | «В центре Земли»                     |
| 2007 | Я тебе не верю (дуэт с Ириной Аллегровой)                               | Александр Солоха               | «Водопад»                            |
| 2007 | Бессонница                                                              | Александр Солоха               | «Водопад»                            |
| 2008 | Она не твоя (дуэт со Стасом Пьехой)                                     | Александр Солоха               | «Водопад»                            |
| 2009 | Уходи красиво                                                           | Александр Солоха               | «Водопад»                            |
| 2009 | Что может человек                                                       | Александр Солоха               | «Водопад»                            |
| 2010 | Измены (дуэт с Викторией Ильинской)                                     | Максим Фадеев                  | «Пенсне»                             |
| 2010 | Обернитесь (дуэт с Валерием Меладзе)                                    | Влад Опельянц                  | «Пенсне»                             |
| 2011 | Вечерняя застольная (трио с Александром Розенбаумом и Иосифом Кобзоном) | Александр Солоха               | «Берега чистого братства»            |
| 2012 | Реквием по любви (дуэт с Тимати)                                        | Константин Худяков             | «Дуэты»                              |
| 2012 | Водопадом                                                               | Алан Бадоев                    | «Полный вперёд!»                     |
| 2012 | Лондон (дуэт с Тимати)                                                  | Павел Худяков                  | «Полный вперёд!»                     |
| 2013 | Зеркала (дуэт с Ани Лорак)                                              | Катя Царик                     | «Гангстер №1»                        |
| 2014 | Господи, дай мне сил                                                    | Александр Солоха               | «Гангстер №1»                        |
| 2014 | Бай-бай (дуэт с Наталией Власовой)                                      | Георгий Волев                  | «Розовая нежность» (Наталия Власова) |
| 2015 | Бабосы боссам (дуэт с Green Grey)                                       | Александр Солоха               | «Апгрэйд#Upgrade»                    |
| 2016 | London (feat. Тимати & DJ Antoine)                                      | Павел Худяков                  | «Provocateur» (DJ Antoine)           |
| 2016 | Дай мне уйти (дуэт с Тимати)                                            | Павел Худяков                  | «Апгрэйд#Upgrade»                    |
| 2016 | Новогодняя (совместно с артистами Продюсерского центра Григория Лепса)  | Станислав Лановой              | «Водопад»                            |
| 2017 | Орлы или вороны (дуэт с Максимом Фадеевым)                              | Ирма По, Евгений Курицын       | «ТыЧегоТакойСерьезный»               |
| 2018 | Без тебя                                                                | Юлия Мельникова, Олег Червоняк | «ТыЧегоТакойСерьезный»               |
| 2018 | Аминь                                                                   | Олег Червоняк                  | «ТыЧегоТакойСерьезный»               |
| 2018 | LIFE IS GOOD (дуэт с Артёмом Лоиком)                                    | Олег Червоняк                  | «Подмена понятий»                    |
| 2019 | Архангел Михаил                                                         | Алексей Голубев                | «Подмена понятий»                    |
| 2020 | СПАСИБО (дуэт с Тимуром Родригезом)                                     | Сергей Ткаченко                | «Подмена понятий»                    |
| 2020 | С чистого листа (дуэт с Тимати)                                         | Заур Засеев                    | «Подмена понятий»                    |
| 2020 | Одежда между                                                            | Заур Засеев                    | «Подмена понятий»                    |
| 2023 | Родина-мать                                                             | Петр Братерский                | ТВА                                  |
| 2025 | Дайте надежду                                                           | Дмитрий Литвиненко             | ТВА                                  |

## Признание заслуг

### Государственные награды и звания Российской Федерации
- 2011 — почётное звание «Заслуженный артист Российской Федерации» (18 октября 2011 года) — за заслуги в области музыкального искусства[22].
- 2017 — медаль ордена «За заслуги перед Отечеством» II степени (18 мая 2017 года) — за заслуги в развитии культуры, большой вклад в подготовку и проведение важных творческих и гуманитарных мероприятий[165].
- 2022 — почётное звание «Народный артист Российской Федерации» (15 июля 2022 года) — за большие заслуги в развитии эстрадного искусства[6][7][8].

#### Ведомственные награды Российской Федерации
- 2017 — медаль «Участнику военной операции в Сирии» Министерства обороны Российской Федерации (15 февраля 2017 года) — за содействие в решении задач, возложенных на Вооружённые силы Российской Федерации при проведении военной операции в Сирийской Арабской Республике[166].

#### Награды субъектов Российской Федерации
- 2004 — почётное звание «Заслуженный артист Республики Ингушетия» (3 февраля 2004 года) — за заслуги в области эстрадного искусства[167].
- 2015 — почётное звание «Народный артист Карачаево-Черкесской Республики» (8 сентября 2015 года)[9].
- 2023 — Знак отличия «За заслуги перед Донецкой Народной Республикой» III степени (ДНР, 28 марта 2023 года)[168][169].

### Профессиональные общественные награды и премии

#### «Шансон года»
- 2002: в номинации «Свой путь» (песня «Танго разбитых сердец»)
- 2004: в номинации «Новое звучание» (песня «Купола»)
- 2016: песня «Я поднимаю руки»
- 2018: песни «Аминь», «Я скучаю по нам по прежним»
- 2021: песни «Кони привередливые», «Не троньте душу грязными руками»
- 2022: песня «Она меня балует»
- 2024: песня «Я чувства кинул на алтарь»

#### «Золотой граммофон»
- 2007: «Я тебе не верю» (дуэт с Ириной Аллегровой)
- 2008: «Она не твоя» (дуэт со Стасом Пьехой)
- 2009: «Я тебя не люблю»
- 2010: «Уходи красиво»
- 2011:«Настоящая женщина»; «Самый лучший день»
- 2012: «Водопадом»
- 2013:«Я счастливый»; «Лондон» (дуэт с Тимати)
- 2014:«Зеркала» (дуэт с Ани Лорак); «Если хочешь — уходи»
- 2016: «Уходи по-английски» (дуэт с Ани Лорак);«Я поднимаю руки»
- 2017: «Что ж ты натворила»
- 2018: «Орлы или Вороны» (дуэт с Максом Фадеевым)
- 2019: «Это стоит»
- 2020: «Одежда между»
- 2021: «Любимая» (дуэт с Юрием Антоновым)
- 2022: «Как огонь и вода» (дуэт с ЮрКиссом и ВладиМиром)
- 2024 «Не вибрируй»; «На гондоле» (дуэт с ЮрКиссом и ВладиМиром)

#### «Песня года»
- 1997: «Раздумья мои» (отборочный выпуск)
- 2007: «Я тебе не верю» (дуэт с Ириной Аллегровой)
- 2008: «Она не твоя» (дуэт со Стасом Пьехой); «Озеро надежды»
- 2009:«Я тебя не люблю»; приз Леонида Утёсова «Лучший певец года» (получил из рук Валерия Леонтьева)
- 2010:«Обернитесь» (дуэт с Валерием Меладзе); «Уходи красиво»
- 2012: «Водопадом»; «Лондон» (дуэт с Тимати); приз Леонида Утёсова «Лучший певец года» (получил из рук Льва Лещенко)
- 2013: «Зеркала» (дуэт с Ани Лорак); «Я счастливый»; приз Леонида Утёсова «Певец года» (получил из рук Льва Лещенко)
- 2017: «Я скучаю по нам по прежним»
- 2018: «Аминь»; «Два Колумба»
- 2021:«Не троньте душу грязными руками»
- 2022:«Я буду с тобой»
- 2023: песня «Я чувства кинул на алтарь»
- 2024: песня «Не вибрируй»; «Треугольник печали»; «Быть настоящим»

#### «Премия Муз-ТВ»
- 2008: «Лучший дуэт года» (дуэт с Ириной Аллегровой «Я тебе не верю»)[170]
- 2009: «Лучший дуэт года» (дуэт со Стасом Пьехой «Она не твоя»)[171]
- 2016: «Лучший дуэт года» (дуэт с Ани Лорак «Уходи по-английски»)[172]
- 2018: «Лучший исполнитель»[173]

#### «Красная звезда»
- 2010: «Обернитесь» (дуэт с Валерием Меладзе)
- 2011: «Самый лучший день»
- 2012: «Самый лучший день»
- 2013:
  - «Я счастливый»
  - «Лондон» (дуэт с Тимати)
- 2019: «Жизнь Прекрасна»

#### «Премия RU.TV»
- 2011: в номинации «Лучший дуэт года» (дуэт с Валерием Меладзе «Обернитесь»)
- 2012: специальный приз «Лучший артист года»
- 2013:
  - в номинации «Лучшая песня» (песня «Водопадом»)
  - в номинации «Лучший дуэт года» (дуэт с Тимати «Лондон»)
- 2014:
  - в номинации «Лучший певец»
  - в номинации «Лучший дуэт» (дуэт с Ани Лорак «Зеркала»)
- 2015: в номинации «Локомотив года» (клип на песню с Наталией Власовой «Бай-бай»)
- 2018: в номинации «Лучший дуэт года» (дуэт с Максимом Фадеевым «Орлы или вороны»)

#### Прочие награды и премии
- 2008 — премия «Рекордъ-2008» в номинации «Альбом артиста» (за самые большие продажи альбома «Вся жизнь моя — дорога…»)
- 2013 — победитель премии ZD Awards 2013 в номинации «Альбом года»
- 2013 — победитель премии ZD Awards 2013 в номинации «Артист года»
- 2013 — победитель премии ZD Awards 2013 в номинации «Концерт года»
- 2014 — премия World Music Awards 2014 в номинации «Best Selling Russian Artist»
- 2014 — победитель премии ZD Awards 2014 в номинации «Артист года»
- 2016 — музыкальная премия Нового радио «Высшая лига» (песня «Я поднимаю руки»)
- 2017 — премия ZD Awards 2017 в специальной номинации «За вклад в эстрадное искусство»
- 2017 — российская национальная музыкальная премия «Виктория» за 2017 год в номинации «Городской романс» (песня «Я скучаю по нам по прежним»)
- 2019 — II Международная профессиональная музыкальная премия BraVo в области популярной музыки в специальной номинации «Народное призвание»[174]
- 2020 — рекордсмен Книги рекордов России в категории «Наибольшее количество православных икон, находящихся в частной коллекции артиста в России»[175]
- 2024 — на «Славянском базаре в Витебске» открыта именная звезда народного артиста России Григория Лепса (11.07.2024)[176]. У Летнего амфитеатра в Витебске на Аллее лауреатов, получивших специальную награду Президента Республики Беларусь «Через искусство — к миру и взаимопониманию», появился юбилейный именной василёк артиста. Александр Лукашенко на открытии международного фестиваля искусств «Славянский базар в Витебске» вручил Григорию Лепсу главную премию фестиваля — специальную награду Президента Республики Беларусь «Через искусство — к миру и взаимопониманию»[177].